# Birch–Tates förmodan
Inom algebraisk K-teori, en del av matematiken, är Birch–Tates förmodan en förmodan framlagd av Bryan John Birch och John Tate.
Inom algebraisk K-teori definieras gruppen K2 som centret av Steinberggruppen av ringen av heltal av en talkropp F. K2 är även känd som det tama nollrummet av F. Birch–Tates förmodan relaterar ordningen av denna grupp (antalet element) till ett speciellt värde av Dedekinds zetafunktion {\displaystyle \zeta _{F}}. Mer specifikt, låt F vara en totalt reell talkropp och låt N vara det största naturliga talet så att utvidgningen av F av N-te enhetsrötterna har en elementär abelsk 2-grupp som dess Galoisgrupp. Då säger förmodan att
{\displaystyle \#K_{2}=|N\zeta _{F}(-1)|.}
Framsteg om denna förmodan har gjorts som en konsekvens av arbete inom Iwasawateori, speciellt arbete relaterat till bevis av huvudförmodan inom Iwasawateori.
År 2011 är förmodan fortfarande obevisad.